# Juruá (gemeente)
Juruá is een gemeente in de Braziliaanse deelstaat Amazonas. De gemeente telt 9.275 inwoners (schatting 2009).
De gemeente grenst aan Fonte Boa, Jutaí, Carauari, Uarini en Alvarães.